# Natalja Pierminowa
Natalja Andriejewna Pierminowa, ros. Наталья Андреевна Перминова (ur. 14 listopada 1991 roku w Jekaterynburgu) – rosyjska zawodniczka uprawiająca badminton, uczestniczka igrzysk olimpijskich w Rio de Janeiro w 2016 roku.

## Igrzyska olimpijskie
Wzięła udział w singlu kobiet na igrzyskach w Rio. Znalazła się w grupie z Austriaczką Elisabeth Baldauf i reprezentantką Chińskiego Tajpej Tai Tzu-ying. Z pierwszą wygrała 2-0, zaś z drugą przegrała 0-2, co uplasowało ją na 2. miejscu w grupie. Wynik ten nie dał jej awansu do dalszego etapu rozgrywek.